# Warup jezici
Warup jezici (warupski jezici), podskupina finisterrskih jezika, transnovogvinejska porodica, koja je raširena na području Papue Nove Gvineje u provinciji Madang. 
Obuhvaća osam jezika, to su: asaro’o ili morafa [mtv], 1.250 (2003 SIL); bulgebi [bmp], 50 (2000 S. Wurm); degenan ili dingana [dge], 790 (2003 SIL); forak [frq], 280 (2003 SIL); guya ili guiarak [gka], 130 (Wurm and Hattori 1981); gwahatike ili dahating [dah], 1.570 (2003 SIL); muratayak ili asat [asx], 810 (2003 SIL); i Yagomi jezik [ygm], 280 (2003 SIL).

## Vanjske poveznice
- Ethnologue (14th)
- Ethnologue (15th)